# ILSA
ILSA, sigla de Intermodalidad de Levante S.A., es una empresa ferroviaria de España. Sus accionistas son: Trenitalia -operador estatal italiano- (51%), Operador Ferroviario de Levante S.L. -integrada por los socios de la aerolínea Air Nostrum- (25%), y Globalvia (24%).
Opera en la red de alta velocidad ferroviaria en España con la marca Iryo. Su objetivo consiste en atender las principales rutas de Alta Velocidad de España y especialmente en la línea Madrid - Barcelona con 16 frecuencias diarias por sentido. ILSA conectará inicialmente Madrid, Barcelona, Valencia, Alicante, Sevilla, Málaga, Córdoba, Zaragoza y Cuenca, y ha mostrado interés en extenderse progresivamente a otras rutas de Alta Velocidad en España.
La compañía ha invertido 797 millones de euros en la adquisición de 20 trenes nuevos a la alianza Hitachi Rail y Bombardier Transportation de la serie ETR 1000. Los motores son construidos por Bombardier Transportation en su fábrica de Trápaga (Vizcaya) y todo el tren se ensambla en Pistoya, Italia.

## Historia
ILSA fue fundada en abril de 2015 por socios de Air Nostrum y por Victor Bañares, con el objetivo de ser el primer operador privado de trenes de pasajeros de España y competir con Renfe en servicios de alta velocidad.
En 2018, ILSA recibió autorización de la Comisión Nacional de los Mercados y la Competencia para empezar servicios de acceso libre entre Madrid, Barcelona y Montpellier, tras la liberalización del transporte de pasajeros en trayectos internacionales.
Air Nostrum participó en noviembre de 2019 en el proceso de adjudicación de capacidad marco, antesala de la liberalización del sector doméstico, iniciado por el Administrador de infraestructuras Ferroviarias (ADIF) anunciando la participación de Trenitalia como socio industrial de ILSA. En dicho proceso, ILSA ganó el Contrato de Capacidad Marco del Paquete B, que contempla un servicio por hora por sentido en los corredores Madrid - Barcelona, Madrid - Levante y Madrid - Andalucía. 
ILSA presentó la marca Iryo en la estación de Atocha en noviembre de 2021 con la presentación de su nuevo tren ETR 1000, y confirmó que en 2022 comenzarían las operaciones en la red de alta velocidad española.
En 2022 Operador Ferroviario de Levante S.L. vendió a Globalvia el 24% del capital social de ILSA, disminuyendo su participación en la empresa del 55% al 31%.
El 6 de noviembre de 2024, el Estado italiano tomó el control de ILSA, tras adquirir un 6 % de las acciones de Air Nostrum por 15 millones de euros. Con esta operación, Trenitalia pasó a tener el 51 % del capital de ILSA, mientras que Air Nostrum redujo su participación al 25 % y Globalvia mantuvo su 24 % restante. La transacción, que valora a la compañía en 250 millones de euros, se cerró el 3 de julio y se enmarca dentro de un acuerdo de inversión inicial entre los socios.